# Distrito de Ełk
Ełk (polaco: powiat ełcki) es un distrito (powiat) del voivodato de Varmia y Masuria (Polonia). Fue constituido el 1 de enero de 1999 como resultado de la reforma del gobierno local de Polonia aprobada el año anterior. Limita con otros seis distritos: al norte con Olecko, al nordeste con Suwałki, al este con Augustów, al sur con Grajewo y al oeste con Pisz y Giżycko; y está dividido en cinco municipios (gmina): uno urbano (Ełk) y cuatro rurales (Ełk, Kalinowo, Prostki y Stare Juchy). En 2011, según la Oficina Central de Estadística polaca, el distrito tenía una superficie de 1112,79 km² y una población de 86 650 habitantes.